# متنزه سلام (الرياض)
متنزه سلام يُعد من أكبر المتنزهات الترفيهية في مدينة الرياض، تأسس عام 1424هـ / 2003 من قبل الهيئة العليا لتطوير مدينة الرياض، وقد قامت الهيئة بتطويره بهدف خدمة سكان الرياض والزائرين إليها للاستمتاع بمناظره الطبيعية الساحرة وقضاء أوقاتا عائلية ممتعة.

## موقع المتنزه
لقد اهتمت الهيئة باختيار موقع المتنزه بعناية كبيرة في وسط مدينة الرياض حيث يقع بمحاذاة قصر الحكم من جهته الجنوبية ويحده غربا طريق الملك فهد ويحده شمالا  شارع طارق بن زياد ومن جهة الشرق شارع سلام وجنوبا شارع عسير وقد تم بنائه على مزرعة سلام وتبلغ مساحة المتنزه حوالي 312.000 م2.

## محتويات المتنزه
يحتوي شمال المتنزه في الجزء الشمالي له على مسطحات خضراء تكسوها أشجار النخيل التي تبقت من المزرعة القديمة بالإضافة إلى الأشجار التي زرعت جديدا والتي تقدر بألف نخلة تقريبا كما يضم المتنزه بحيرة تعتبر من أجمل الأماكن في المتنزه تم حفرها لخمسة أمتار وتتسع لـ140.000 م2 من الماء وتم بناء البحيرة من طبقات من الطين المرصوف وطبقات من المواد العازلة لتحفظ الماء بالإضافة إلى تزويدها بالتجهيزات اللازمة للحفاظ على حركتها ولمنع تناثر الحشرات والبعوض فيها وحتى لا تنمو الطحالب التي قد تؤثر على جمالها ورونقها ونظافتها تتميز البحيرة بإطلالة جميلة ومنظر طبيعي خلاب لاحتوائها على نافورة تضاء ليلا لتضفي جمالا ساحرا على المنطقة كما أنها منطقة ترفيهية جاذبة للزائرين حيث توفر للزائر إمكانية ركوب القوارب للتجول في البحيرة والاستمتاع بمناظر المتنزه الطبيعية.

## الخدمات
يضم المتنزه أربعة أماكن مخصصة للصلاة ودورات مياه بالإضافة إلى محلات لبيع التذاكر وبعض المأكولات الخفيفة كما يحتوي على موقف خاص بالسيارات يتسع لـ350 سيارة ويحيط المتنزه  من الخارج ممر آمن وكبير لمحبي ممارسة رياضة المشي.

## وصلات خارجية
- موقع متنزه سلام في قوقل ماب